# Skisprungsaison 1968/69
Der Artikel über die Skisprungssaison 1968/69 ist eine Übersicht zu den wichtigsten Skisprungwettbewerben der Wintersportsaison 1968/69. Die Vierschanzentournee, das Holmenkollen-Skifestival sowie die Skiflug-Wochen galten als herausragende Wettbewerbe. Zudem fand in diesem Winter die stark besetzte Schweizer Springertournee in mehreren Nationen eine große mediale Berücksichtigung.
Die Skisprungsaison war ein „Marathonduell“ zwischen Jiří Raška und Bjørn Wirkola. Beide dominierten die internationale Konkurrenz. Manchmal wurden sie geschlagen, wie von Topi Mattila am Holmenkollen, aber das war die Ausnahme. In den wichtigsten Duellen um den Gesamtsieg der Vierschanzentournee oder der Skiflug-Woche in Vikersund ging Wirkola als Sieger hervor. Beim letzten Saisonhöhepunkt von der neuen Velikanka bratov Gorišek in Planica gelang aber Raška der Sieg. Dort glänzte auch der DDR-Sportler Manfred Wolf mit seinem Weltrekord-Flug auf 165 Meter. Dem Schweizer Hans Schmid und dem Ostdeutschen Christian Kiehl gelang in dieser Saison der internationale Durchbruch. Westdeutsche und österreichische Skispringer blieben 1968/69 meist hinter der Weltspitze zurück.

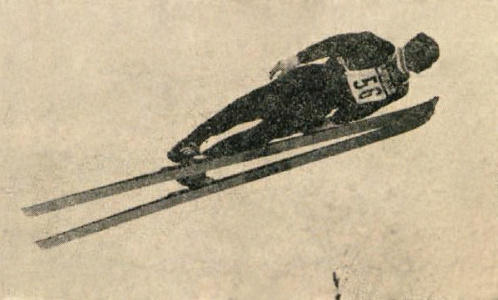
Bjørn Wirkola 1969 in Planica
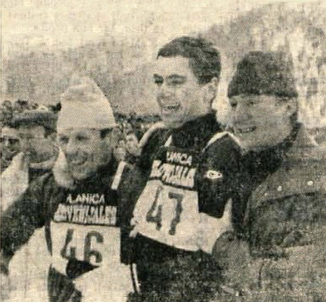
Manfred Wolf 1969 in Planica

## Wettbewerbsübersicht

### A-Klasse-Springen
| Datum             | Austragungsort         | Schanze                   | Bemerkung                | Sieger          | Zweiter            | Dritter            | Beleg         |
| ----------------- | ---------------------- | ------------------------- | ------------------------ | --------------- | ------------------ | ------------------ | ------------- |
| 29. Dezember 1968 | Oberstdorf             | Schattenbergschanze       | Vierschanzentournee      | Bjørn Wirkola   | Jiří Raška         | Josef Matouš       | [ 4 ]         |
| 1. Januar 1969    | Garmisch-Part.         | Große Olympiaschanze      | Vierschanzentournee      | Bjørn Wirkola   | Anatoli Scheglanow | František Rydval   | [ 5 ]         |
| 4. Januar 1969    | Innsbruck              | Bergiselschanze           | Vierschanzentournee      | Bjørn Wirkola   | Jiří Raška         | Anatoli Scheglanow | [ 6 ] [ 7 ]   |
| 5. Januar 1969    | Bischofshofen          | Paul-Außerleitner-Schanze | Vierschanzentournee      | Jiří Raška      | Bjørn Wirkola      | Lars Grini         | [ 8 ] [ 7 ]   |
|                   | Tournee-Gesamtwertung: | Tournee-Gesamtwertung:    | Vierschanzentournee      | Bjørn Wirkola   | Jiří Raška         | Zbyněk Hubač       | [ 7 ]         |
| 2. März 1969      | Lahti                  | Intiaanikukkula           | Salpausselkä-Skispiele   | Christian Kiehl | Veikko Kankkonen   | Tadeusz Pawlusiak  | [ 9 ] [ 10 ]  |
| 8./9. März 1969   | Vikersund              | Vikersundbakken           | Skiflug-Woche            | Bjørn Wirkola   | Jiří Raška         | Zbyněk Hubač       | [ 11 ] [ 12 ] |
| 16. März 1969     | Oslo                   | Holmenkollbakken          | Holmenkollen-Skifestival | Topi Mattila    | Gjert Andersen     | Jiří Raška         | [ 13 ] [ 14 ] |
| 21.–23. März 1969 | Planica                | Velikanka bratov Gorišek  | Skiflug-Woche            | Jiří Raška      | Bjørn Wirkola      | Manfred Wolf       | [ 15 ] [ 16 ] |

### Weitere internationale Springen
| Datum             | Austragungsort           | Schanze                     | Bemerkung                                | Sieger                                          | Zweiter                                                     | Dritter                                               | Beleg           |
| ----------------- | ------------------------ | --------------------------- | ---------------------------------------- | ----------------------------------------------- | ----------------------------------------------------------- | ----------------------------------------------------- | --------------- |
| 8. Dezember 1968  | Kuopio                   | Puijo-Schanze               |                                          | Juhani Ruotsalainen                             | Manfred Queck                                               | ?                                                     | [ 17 ] [ 18 ]   |
| 26. Dezember 1968 | St. Moritz               | Olympiaschanze              | Weihnachtsspringen                       | Sepp Lichtenegger                               | Josef Zehnder                                               | Rudolf Doubek                                         | [ 19 ] [ 20 ]   |
| 28. Dezember 1968 | Ruhpolding               | Große Zirmbergschanze       | Bayern-Pokal                             | Franz Keller                                    | Dalibor Motejlek                                            | Bohuslav Novák                                        | [ 21 ] [ 22 ]   |
| 9. Januar 1969    | Špindlerův Mlýn          | Svatý Petr                  | Bohemia-Tournee                          | Jiří Raška Bjørn Wirkola                        |                                                             | Bent Tomtum                                           | [ 23 ] [ 24 ]   |
| 11. Januar 1969   | Tanvald Plavy            | Na Pláni                    | Bohemia-Tournee                          | Bjørn Wirkola                                   | Bent Tomtum                                                 | Jiří Raška                                            | [ 25 ] [ 26 ]   |
| 12. Januar 1969   | Liberec                  | Ještěd                      | Bohemia-Tournee                          | Bjørn Wirkola                                   | Jiří Raška                                                  | František Rydval                                      | [ 27 ] [ 28 ]   |
|                   | Tournee-Gesamtwertung:   | Tournee-Gesamtwertung:      | Bohemia-Tournee                          | Bjørn Wirkola                                   | Jiří Raška                                                  | Bent Tomtum                                           | [ 28 ]          |
| 11. Januar 1969   | Maribor                  | Pekrska Gorca               | Kärntnerisch-Slowenische Springertournee | Marjan Mesec                                    | Ludvik Zajc                                                 | Branko Dolhar                                         | [ 29 ]          |
| 12. Januar 1969   | Villach                  | Villacher Alpenarena        | Kärntnerisch-Slowenische Springertournee | Alain Macle                                     | Ludvik Zajc Ryszard Witke                                   |                                                       | [ 30 ] [ 31 ]   |
| 13. Januar 1969   | Feldkirchen              | Kurikkala-Schanze           | Kärntnerisch-Slowenische Springertournee | Lars Grini                                      | László Gellér                                               | Marjan Mesec                                          | [ 32 ] [ 33 ]   |
|                   | Tournee-Gesamtwertung: 1 | Tournee-Gesamtwertung: 1    | Kärntnerisch-Slowenische Springertournee | Marjan Mesec                                    | Ryszard Witke                                               | Ludvik Zajc                                           | [ 34 ] [ 31 ]   |
| 12. Januar 1969   | Semmering                | Liechtensteinschanze        |                                          | Lars Grini                                      | Dalibor Motejlek                                            | Bohuslav Novák                                        | [ 35 ] [ 30 ]   |
| 18. Januar 1969   | Lake Placid              | Olympiaschanze              | Masters International                    | Odd Hammernes                                   | Bruce Jennings                                              | Franz Keller                                          | [ 36 ] [ 37 ]   |
| 19. Januar 1969   | Lake Placid              | Olympiaschanze              | Offene US-Meisterschaft                  | Georg Krog                                      | Dana Zelanakis                                              | Giacomo Aimoni Ludvik Zajc                            | [ 38 ] [ 39 ]   |
| 19. Januar 1969   | Saint Nizier             | Tremplin du Dauphiné        |                                          | Jiří Raška                                      | Alain Macle                                                 | Zbyněk Hubač                                          | [ 40 ] [ 41 ]   |
| 19. Januar 1969   | Le Brassus               | La Chirurgienne             |                                          | Yukio Kasaya                                    | Takashi Fujisawa                                            | Rudolf Höhnl                                          | [ 42 ] [ 43 ]   |
| 19. Januar 1969   | Kawgolowo                | Tramplin Kawgolowo          |                                          | Anatoli Scheglanow                              | Gari Napalkow                                               | Heinz Schmidt                                         | [ 44 ] [ 45 ]   |
| 24. Januar 1969   | Szczyrk                  | Skalite                     | Beskiden-Tour 2/ Freundschaftstournee    | Józef Przybyła                                  | Anatoli Scheglanow                                          | Horst Queck                                           | [ 46 ] [ 47 ]   |
| 26. Januar 1969   | Wisła                    | Malinka                     | Beskiden-Tour 2/ Freundschaftstournee    | Gari Napalkow                                   | Józef Przybyła                                              | Tadeusz Pawlusiak                                     | [ 48 ] [ 49 ]   |
| 28. Januar 1969   | Zakopane                 | Wielka Krokiew              | Freundschaftstournee                     | Tadeusz Pawlusiak                               | Józef Przybyła                                              | Horst Queck                                           | [ 50 ] [ 51 ]   |
|                   | Tournee-Gesamtwertung: 3 | Tournee-Gesamtwertung: 3    | Freundschaftstournee                     | Józef Przybyła                                  | Gari Napalkow                                               | Tadeusz Pawlusiak                                     | [ 51 ]          |
| 26. Januar 1969   | Willingen                | Mühlenkopfschanze           |                                          | Walter Schwabl                                  | Rudolf Höhnl                                                | Max Golser                                            | [ 52 ] [ 53 ]   |
| 26. Januar 1969   | Unterwasser              | Säntisschanze               | Schweizer Springertournee                | Bjørn Wirkola                                   | Jiří Raška                                                  | Takashi Fujisawa                                      | [ 55 ] [ 56 ]   |
| 28. Januar 1969   | St. Moritz               | Olympiaschanze              | Schweizer Springertournee                | Hans Schmid                                     | Yukio Kasaya                                                | Ladislav Divila                                       | [ 57 ] [ 58 ]   |
| 31. Januar 1969   | Gstaad                   | Schanze                     | Schweizer Springertournee                | Bjørn Wirkola                                   | Hans Schmid                                                 | Takashi Fujisawa                                      | [ 59 ] [ 60 ]   |
| 2. Februar 1969   | Le Locle                 | Tremplin de la Combe Girard | Schweizer Springertournee                | Yukio Kasaya                                    | Hans Schmid                                                 | Akitsugu Konno                                        | [ 61 ] [ 62 ]   |
|                   | Tournee-Gesamtwertung: 4 | Tournee-Gesamtwertung: 4    | Schweizer Springertournee                | Hans Schmid                                     | Yukio Kasaya                                                | Bjørn Wirkola                                         | [ 63 ] [ 64 ]   |
| 29. Januar 1969   | Berchtesgaden            | Kälbersteinschanze          |                                          | Reinhold Bachler                                | Peter Štefančič                                             | Ernst Kröll                                           | [ 65 ] [ 66 ]   |
| 2. Februar 1969   | Falun                    | Källviksbacken              | Schwedische Skispiele                    | Lars Grini                                      | Ingolf Mork                                                 | Gilbert Poirot                                        | [ 67 ] [ 68 ]   |
| 2. Februar 1969   | Leavenworth              | Bakke Hill                  |                                          | Knut Kongsgård                                  | Nobukazu Saitō                                              | Seiji Aochi                                           | [ 69 ] [ 70 ]   |
| 4. Februar 1969   | Garmisch-Part.           | Große Olympiaschanze        |                                          | Reinhold Bachler                                | Ernst Kröll                                                 | Max Golser                                            | [ 71 ] [ 72 ]   |
| 8. Februar 1969   | Oberhof                  | Thüringenschanze            | Oberhofer Skispiele                      | Horst Queck                                     | Wolfgang Stöhr                                              | Hans-Georg Aschenbach                                 | [ 73 ] [ 74 ]   |
| 9. Februar 1969   | Oberhof                  | Rennsteigschanze            | Oberhofer Skispiele                      | Christian Kiehl                                 | Heinz Schmidt                                               | Bernd Karwofsky                                       | [ 75 ] [ 76 ]   |
| 8. Februar 1969   | Špindlerův Mlýn          | Svatý Petr                  | SKDA-Meisterschaften                     | František Rydval                                | Rudolf Höhnl                                                | Stanisław Gąsienica Daniel                            | [ 77 ]          |
| 10. Februar 1969  | Špindlerův Mlýn          | Svatý Petr                  | SKDA-Meisterschaften                     | Anatoli Scheglanow                              | Manfred Wolf                                                | Wladimir Beloussow                                    | [ 78 ] [ 79 ]   |
| 9. Februar 1969   | Westby                   | Snowflake                   |                                          | Bjørn Wirkola                                   | Adrian Watt                                                 | Jan Olaf Roaldset                                     | [ 80 ] [ 81 ]   |
| 15. Februar 1969  | Iron Mountain            | Pine Mountain Jump          |                                          | Seiji Aochi                                     | Adrian Watt                                                 | Bill Bakke                                            | [ 82 ] [ 83 ]   |
| 16. Februar 1969  | Iron Mountain            | Pine Mountain Jump          |                                          | Adrian Watt                                     | Seiji Aochi                                                 | Odd Hammernes                                         | [ 84 ] [ 83 ]   |
| 17. Februar 1969  | Murau                    | Hans-Walland Großschanze    | Kongsberg-Cup 5                          | Hans Schmid                                     | Reinhold Bachler                                            | Bohuslav Novák                                        | [ 85 ] [ 86 ]   |
| 17. Februar 1969  | Cortina d’Ampezzo        | Trampolino Italia           |                                          | Josef Matouš                                    | Ladislav Divila                                             | Jiří Raška                                            | [ 87 ] [ 88 ]   |
| 21. Februar 1969  | Štrbské Pleso            | MS 1970 B                   | Tatra-Pokal                              | Jiří Raška                                      | Ladislav Divila                                             | Gari Napalkow                                         | [ 89 ] [ 90 ]   |
| 23. Februar 1969  | Štrbské Pleso            | MS 1970 A                   | Tatra-Pokal                              | Jiří Raška                                      | Ernst Kröll                                                 | Rudolf Höhnl                                          | [ 91 ] [ 92 ]   |
| 23. Februar 1969  | Rome                     | Dyracuse Mound              |                                          | Seiji Aochi                                     | Nobukazu Saitō                                              | Jim Wright                                            | [ 93 ] [ 94 ]   |
| 24. Februar 1969  | Morteau                  | Tremplin de Morteau         | Coupe Klaus 6                            | Rudolf Doubek                                   | Mario Cecon                                                 | Giacomo Aimoni                                        | [ 95 ] [ 96 ]   |
| 1. März 1969      | Ishpeming                | Suicide Hill                | Paúl Bietila Memorial                    | Nobukazu Saitō                                  | ?                                                           | ?                                                     | [ 97 ]          |
| 2. März 1969      | Ishpeming                | Suicide Hill                | Paúl Bietila Memorial                    | Seiji Aochi                                     | Ken Harkins                                                 | Nobukazu Saitō                                        | [ 98 ] [ 99 ]   |
| 2. März 1969      | Braunlage                | Wurmbergschanze             |                                          | Henrik Ohlmeyer                                 | Einar Bekken                                                | Gerard Hofmeister                                     | [ 100 ] [ 101 ] |
| 2. März 1969      | Bollnäs                  | Les Tuffes                  | Junioren-EM                              | Hans-Georg Aschenbach                           | Henry Glaß                                                  | Adam Krzysztofiak                                     | [ 102 ] [ 103 ] |
| 3. März 1969      | Chamonix                 | Tremplin du Mont            | Grand Prix                               | Gilbert Poirot                                  | Ernst Kröll                                                 | Hans Schmid                                           | [ 104 ] [ 105 ] |
| 4. März 1969      | Sapporo                  | Ōkurayama-Schanze           |                                          | Yukio Kasaya                                    | ?                                                           | ?                                                     | [ 106 ] [ 107 ] |
| 6. März 1969      | Sapporo                  | Ōkurayama-Schanze           |                                          | Josef Matouš                                    | Seiji Aochi                                                 | Yukio Kasaya                                          | [ 108 ] [ 109 ] |
| 7. März 1969      | Sapporo                  | Ōkurayama-Schanze           | HBC-Cup                                  | Josef Matouš                                    | Akitsugu Konno                                              | Yukio Kasaya                                          | [ 110 ] [ 111 ] |
| 9. März 1969      | Sapporo                  | Ōkurayama-Schanze           | Miyasama-Games                           | Josef Matouš                                    | Gari Napalkow                                               | Seiji Aochi                                           | [ 112 ] [ 113 ] |
| 3. März 1969      | Kouvola                  | Palomäen Hyppyrimäki        |                                          | Wladimir Beloussow                              | Horst Queck                                                 | Christian Kiehl                                       | [ 114 ] [ 115 ] |
| 5. März 1969      | Kaipola                  | Pitkävuori-Schanze          |                                          | Anatoli Scheglanow                              | Osmo Leivo                                                  | Juhani Ruotsalainen                                   | [ 116 ]         |
| 7. März 1969      | Lappeenranta             | Huhtiniemen Hyppyrimäki     |                                          | Wladimir Beloussow                              | Alexander Nossow                                            | Anatoli Scheglanow                                    | [ 117 ] [ 115 ] |
| 8. März 1969      | Zakopane                 | Wielka Krokiew              | Czech-Marusarzówna-Memorial              | Manfred Wolf                                    | Józef Przybyła                                              | Stanisław Gąsienica Daniel                            | [ 118 ] [ 119 ] |
| 9. März 1969      | Zakopane                 | Wielka Krokiew              | Czech-Marusarzówna-Memorial              | Manfred Wolf                                    | Wladimir Galkin                                             | Walter Schwabl                                        | [ 120 ] [ 121 ] |
| 9. März 1969      | Kuopio                   | Puijo-Schanze               | Puijo-Winterspiele                       | Topi Mattila                                    | Horst Queck                                                 | Christian Kiehl                                       | [ 122 ] [ 123 ] |
| 9. März 1969      | La Bresse                | Tremplin de Lispach         |                                          | Gilbert Poirot                                  | Mario Cecon                                                 | Heribert Schmid                                       | [ 124 ] [ 125 ] |
| 11. März 1969     | Odnes                    | Odnesbakken                 | Flubergrennet                            | Jiří Raška                                      | Bjørn Wirkola                                               | Rudolf Höhnl                                          | [ 126 ] [ 127 ] |
| 16. März 1969     | Schönwald                | Adlerschanze                |                                          | Mario Cecon Willy Schuster                      |                                                             | Albino Bazzana                                        | [ 128 ]         |
| 20. März 1969     | Kaustinen                | Hyppyrimäki                 |                                          | Topi Mattila                                    | Masakatsu Asari                                             | Yukio Kasaya                                          | [ 129 ] [ 130 ] |
| 29. März 1969     | Oberwiesenthal           | Fichtelbergschanze          |                                          | DDRChristian Kiehl Heinz Schmidt Rainer Schmidt | PolenJózef Przybyła S. Gąsienica Daniel Stanisław Murzyniak | SowjetunionAlexander Iwannikow Wladimir Galkin Lyssow | [ 131 ] [ 132 ] |
| 30. März 1969     | Oberwiesenthal           | Fichtelbergschanze          | Freie Presse Pokal                       | Heinz Schmidt                                   | Christian Kiehl                                             | Rainer Schmidt                                        | [ 133 ] [ 134 ] |
| 30. März 1969     | Kuusamo                  | Rukatunturi-Schanze         |                                          | Juhani Ruotsalainen                             | Bjørn Wirkola                                               | Topi Mattila                                          | [ 135 ] [ 136 ] |
| 30. März 1969     | Feldberg                 | Schanze im Fahler Loch      |                                          | Henrik Ohlmeyer                                 | Josef Matouš                                                | Ernst Kröll                                           | [ 137 ] [ 138 ] |
| 5. April 1969     | Riezlern                 | Köpfleschanze               | Osterspringen                            | Willy Schuster                                  | Heini Ihle                                                  | Franz Keller                                          | [ 139 ]         |
| 7. April 1969     | Dornbirn                 | Bödele                      |                                          | Willy Schuster                                  | Josef Zehnder                                               | Franz Keller                                          | [ 140 ] [ 141 ] |

## Schanzenrekorde
| Ort           | Schanze                     | Name             | Weite   | aufgestellt am   | Beleg          |
| ------------- | --------------------------- | ---------------- | ------- | ---------------- | -------------- |
| Semmering     | Liechtensteinschanze        | Dalibor Motejlek | 076,5 m | 12. Januar 1969  | [ 30 ]         |
| Saint Nizier  | Tremplin du Dauphiné        | Jiří Raška       | 106,5 m | 19. Januar 1969  | [ 41 ]         |
| Gstaad        | Schanze                     | Hans Schmid      | 076,0 m | 31. Januar 1969  | [ 63 ]         |
| Le Locle      | Tremplin de la Combe Girard | Yukio Kasaya     | 074,5 m | 2. Februar 1969  | [ 143 ]        |
| Le Locle      | Tremplin de la Combe Girard | Hans Schmid      | 079,0 m | 2. Februar 1969  | [ 143 ]        |
| Le Locle      | Tremplin de la Combe Girard | Yukio Kasaya     | 079,0 m | 2. Februar 1969  | [ 143 ]        |
| Murau         | Hans-Walland Großschanze    | Hans Schmid      | 104,5 m | 17. Februar 1969 | [ 144 ]        |
| Štrbské Pleso | MS 1970 A                   | Jiří Raška       | 107,5 m | 23. Februar 1969 | [ 145 ]        |
| Sapporo       | Ōkurayama-Schanze           | Josef Matouš     | 104,0 m | 7. März 1969     | [ 119 ]        |
| Zakopane      | Wielka Krokiew              | Manfred Wolf     | 111,5 m | 8. März 1969     | [ 51 ]         |
| Kuopio        | Puijo-Schanze               | Horst Queck      | 093,0 m | 9. März 1969     | [ 146 ]        |
| Kuopio        | Puijo-Schanze               | Topi Mattila     | 094,0 m | 9. März 1969     | [ 146 ]        |
| Odnes         | Odnesbakken                 | Bjørn Wirkola    | 107,5 m | 11. März 1969    | [ 127 ]        |
| Oslo          | Holmenkollbakken            | Topi Mattila     | 092,0 m | 16. März 1969    | [ 147 ]        |
| Planica       | Velikanka bratov Gorišek    | Bjørn Wirkola    | 156,0 m | 21. März 1969    | [ 16 ]         |
| Planica       | Velikanka bratov Gorišek    | Jiří Raška       | 156,0 m | 22. März 1969    | [ 148 ]        |
| Planica       | Velikanka bratov Gorišek    | Bjørn Wirkola    | 160,0 m | 22. März 1969    | [ 148 ]        |
| Planica       | Velikanka bratov Gorišek    | Jiří Raška       | 164,0 m | 22. März 1969    | [ 148 ]        |
| Planica       | Velikanka bratov Gorišek    | Manfred Wolf     | 165,0 m | 23. März 1969    | [ 149 ] [ 16 ] |
| Feldberg      | Großschanze im Fahler Loch  | Ernst Kröll      | 089,0 m | 30. März 1969    | [ 150 ]        |